# Aat Vis
Adriaan Jan (Aat) Vis (Mensingeweer, 6 september 1920 – Bilthoven, 18 september 2010) was een Nederlands historicus, politicus en bestuurder.

## Levensloop
Na het gymnasium ging hij tot 1945 geschiedenis en Nederlands aan de Gemeentelijke Universiteit van Amsterdam studeren. In 1950 promoveerde hij aan dezelfde universiteit, op een proefschrift over de kronikeur Willem Procurator.
Vis was een voormalige onderwijzer, burgemeester en gedeputeerde die op latere leeftijd (bijna 60 jaar) door minister Hans Wiegel tot secretaris-generaal van Binnenlandse Zaken werd benoemd. Hij was VVD-wethouder in Bussum en daarna kort lid van GS van Noord-Holland. Zijn benoeming tot burgemeester van Leiden leidde tot veel protest in de Leidse raad. Zo bleven de raadsleden van het PAK (PvdA, D'66 en PSP) tijdens zijn installatie als burgemeester van Leiden weg uit protest tegen de gevolgde procedure. Ook de KVP-fractie was hierover uiterst kritisch. Hij moest daarna samenwerken met een links college, dat hem slechts weinig taken toebedeelde. Hij wist echter het vertrouwen van de raad te winnen en werd een gerespecteerd burgemeester. In 1975 richtte hij de Stichting Pieterskerk Leiden op, die dit imposante monument kocht voor ƒ 1,= (één gulden) om het daarna voor ƒ 11.800.000,= te restaureren. Tot zijn vertrek uit Leiden bleef hij voorzitter van deze stichting.

## Overzicht loopbaan

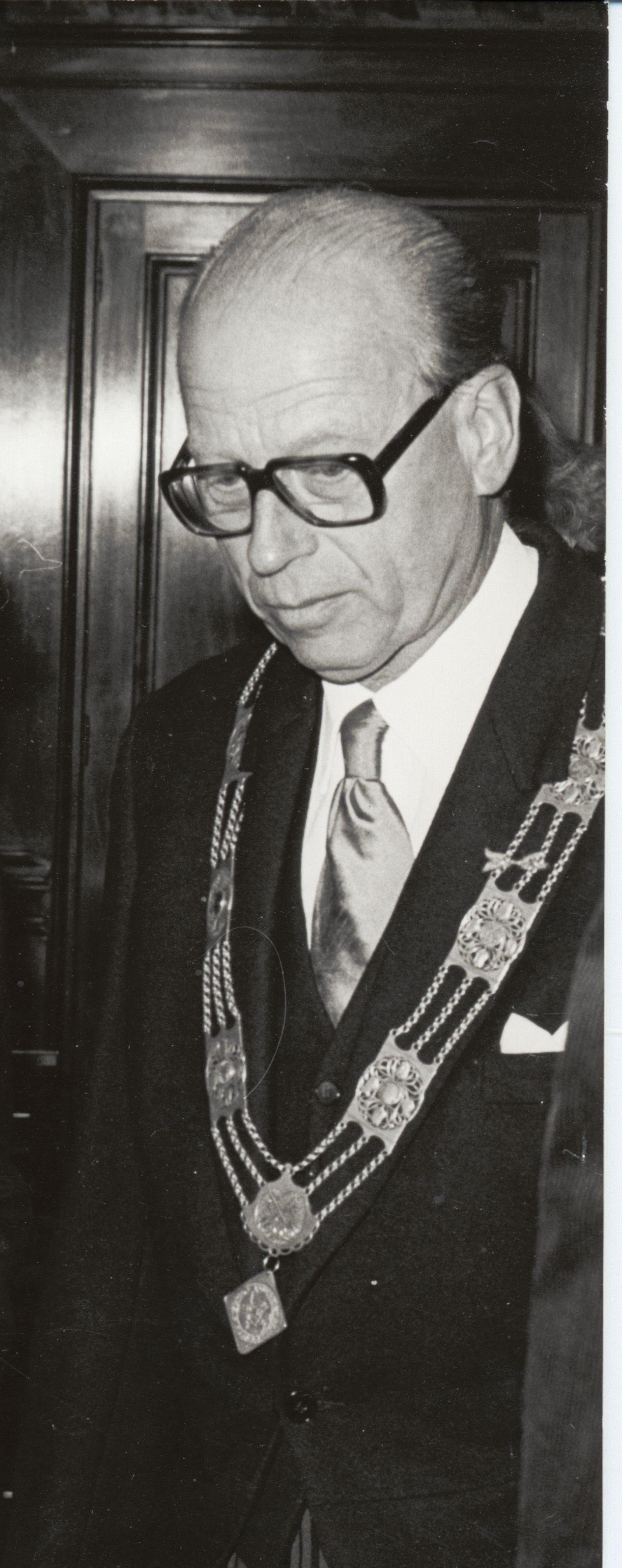
Vis (1979)

- leraar geschiedenis Gemeentelijke HBS (Rembrandt Lyceum) te Leiden, van 1944 tot 1946
- leraar geschiedenis Rijnlands Lyceum Wassenaar, 1946
- leraar geschiedenis Willem de Zwijgercollege te Bussum, van 1946 tot 1970
- lid gemeenteraad van Bussum, van 1956 tot 1969
- wethouder (van onder meer financiën, onderwijs en sport) van Bussum, van 1955 tot 1969
- lid Gedeputeerde Staten (belast met milieuhygiëne en intergemeentelijke samenwerking) van Noord-Holland, van 1 juni 1970 tot 10 mei 1971
- lid Provinciale Staten van Noord-Holland, van 7 juli 1970 tot 10 mei 1971
- burgemeester van Leiden, van 10 mei 1971 tot 16 februari 1980
- secretaris-generaal ministerie van Binnenlandse Zaken, van 16 februari 1980 tot 1 oktober 1985

## Partijfunties
- lid hoofdbestuur V.V.D., van 1966 tot 1967
- lid dagelijks bestuur V.V.D., van 1967 tot 1971

## Ridderorden
- Ridder in de Orde van de Nederlandse Leeuw, 28 april 1978
- Commandeur in de Orde van Oranje-Nassau

## Publicaties
- "Willelmus Procurator en zijn Chronicon" (dissertatie, 1950)